# Amazonspinther dalmata
Amazonspinther dalmata är en fiskart som beskrevs av Bührnheim, Carvalho, Malabarba och Weitzman 2008. Amazonspinther dalmata ingår i släktet Amazonspinther och familjen Characidae. Inga underarter finns listade i Catalogue of Life.